# 溱州 (重慶市)
溱州（しんしゅう）は、中国にかつて存在した州。唐代から宋代にかけて、現在の重慶市綦江区一帯に設置された。

## 概要
642年（貞観16年）、唐により溱州と栄懿・扶歓・楽来の3県が置かれた。670年（咸亨元年）、楽来県が廃止された。742年（天宝元年）、溱州は溱渓郡と改称された。758年（乾元元年）、溱渓郡は溱州の称にもどされた。溱州は江南西道に属し、栄懿・扶歓の2県を管轄した。808年（元和3年）、珍州が廃止されると、夜郎・麗皋・楽源の3県を併合した。
宋のとき、溱州は重慶府の羈縻州となり、栄懿・扶歓の2県を管轄した。